# ルカ・ヴシュコヴィッチ
ルカ・ヴシュコヴィッチ（Luka Vušković、2007年2月24日 - ）は、クロアチア・スプリト出身のサッカー選手。プレミアリーグ・トッテナム・ホットスパー所属。クロアチア代表。ポジションはDF。

## クラブ経歴
スプリトに生まれ、HNKハイドゥク・スプリトの下部組織で育成された。16歳の誕生日を迎えたわずか2日後の2023年2月26日、NKディナモ・ザグレブとのダービーであるヴィエチュニ・デルビにて、先発フル出場してトップチームデビューを飾ったが、試合には0-4で大敗した。プロ初ゴールは2023年3月2日に行われたクロアチア・カップの準決勝NKオシエク戦であり、試合の先制点を挙げ、2-1での勝利に貢献した。
2023年9月25日、移籍金推定1,200万ユーロでプレミアリーグのトッテナム・ホットスパーFCへ2025-26シーズンより移籍することが決定した。同シーズンまではハイドゥク・スプリトに残り、シーズンを送ることになる。
2024年1月31日、ポーランドのラドミアク・ラドムへハーフシーズンのレンタル移籍をした。

## 代表経歴
2021年からクロアチアの世代別代表に招集されている。

## 人物
自身が生まれたヴシュコヴィッチ家はプロサッカー選手を多く輩出している。クロアチア国内でプレーしたルカの父ダニイェルに始まり、祖父マリオは1970代にオランダで活躍した。兄のマリオは現在ハンブルガーSVでプレーしている。